# Caramany
Caramany (okzitanisch: Caramanh = 'Großer Stein') ist eine südfranzösische Gemeinde mit 130 Einwohnern (Stand 1. Januar 2022) im Département Pyrénées-Orientales in der Region Okzitanien.

## Geografie
Caramany liegt auf einem Hügel nahe dem geographischen Zentrum  des Fenouillèdes, etwa 35 Kilometer (Fahrtstrecke) in westlicher Richtung von Perpignan entfernt. Latour-de-France, die Hauptort des Arrondissements, liegt etwa 13 Kilometer nordöstlich. Das Gemeindegebiet ist Teil des Regionalen Naturparks Corbières-Fenouillèdes.

## Bevölkerungsentwicklung
| Jahr      | 1968 | 1975 | 1982 | 1990 | 1999 | 2006 |
| Einwohner | 293  | 241  | 216  | 170  | 165  | 143  |

Bei der ersten Volkszählung im Jahr 1793 hatte Caramany 433 Einwohner; im 19. Jahrhundert stieg die Zahl auf über 500 an. Nach dem Zweiten Weltkrieg waren es noch über 400 Einwohner.

## Wirtschaft
Haupterwerbszweig der Einwohner von Caramany ist die Land- und Forstwirtschaft und hier vor allem der Weinbau an den sonnenverwöhnten Südhängen.

### Weinbau
Zusammen mit den Ortschaften Lesquerde, Latour-de-France und Tautavel spielt Caramany eine Sonderrolle innerhalb des großen Weinbaugebietes der Côtes du Roussillon-Villages, denn deren Weine gelten als besonders qualitätvoll und dürfen unter der jeweiligen Ortsbezeichnung vermarktet werden. Angebaut werden die Rebsorten Syrah, Grenache und Carignan, mit denen vorwiegend Rotweine erzeugt werden. Der Bau des Stausees in den Jahren 1988 bis 1994 hat – angeblich – zur klimatischen Stabilisierung und damit zur Verbesserung der Weinqualität beigetragen.

### Tourismus
Obwohl der Ort nicht als Touristenort im herkömmlichen Sinne bezeichnet werden kann, spielen der Weintourismus und die Vermietung von Ferienhäusern (gîtes) eine wichtige Rolle im Wirtschaftsleben der kleinen Gemeinde.

## Geschichte

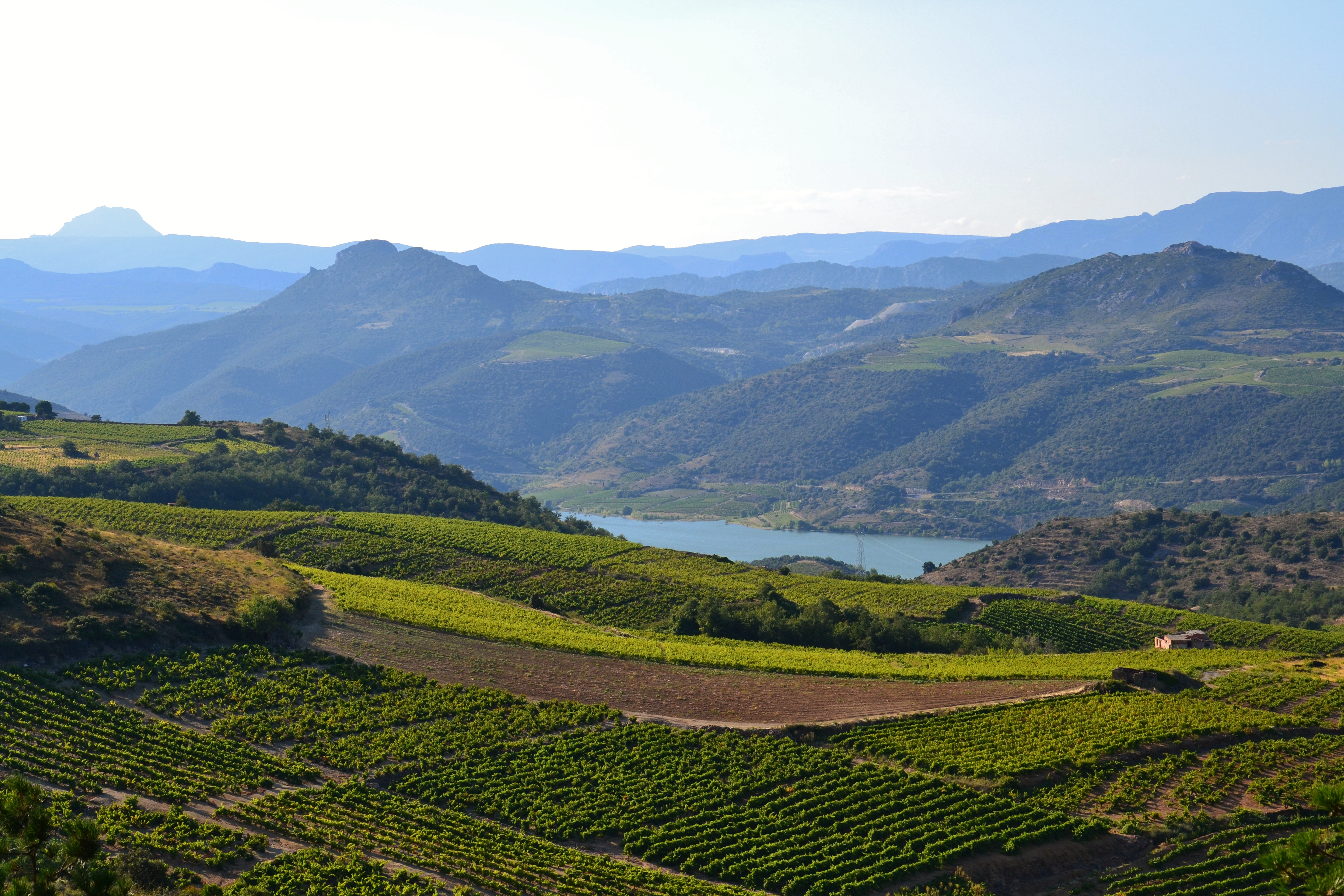
Weinberge und Stausee

Beim Bau eines Stausees, der den Fluss Agly zu Füßen des Ortes aufstaut, wurden viele Funde aus dem Neolithikum – darunter eine Nekropole – gemacht, was auf eine intensive Besiedlung des Gebietes bereits um 2000 v. Chr. hinweist.
Bis zum Jahr 870 gehörte das Fenouillèdes noch zur historischen Grafschaft Razès, danach kam es in den Besitz der Grafen der Cerdagne. Im Jahr 1085 wird Caramany erstmals erwähnt; im Jahr 1242 ist Hugues de Caraman einer der bedeutendsten Grundherrn (seigneurs) in der Umgebung. Durch den Vertrag von Corbeil (1258) wurde das Fenouillèdes dem – von der französischen Krone kontrollierten – Languedoc zugeschlagen. Die Burg von Caramany wurde auf diese Weise – bis zur Unterzeichnung des Pyrenäenfriedens (1659) – eine Art Grenzposten zum Königreich Aragón.
Im Zuge der Französischen Revolution wurde das Fenouillèdes – zusammen mit den anderen fünf Comarcas Nordkataloniens – dem neugeschaffenen Département Pyrénées Orientales zugeschlagen.

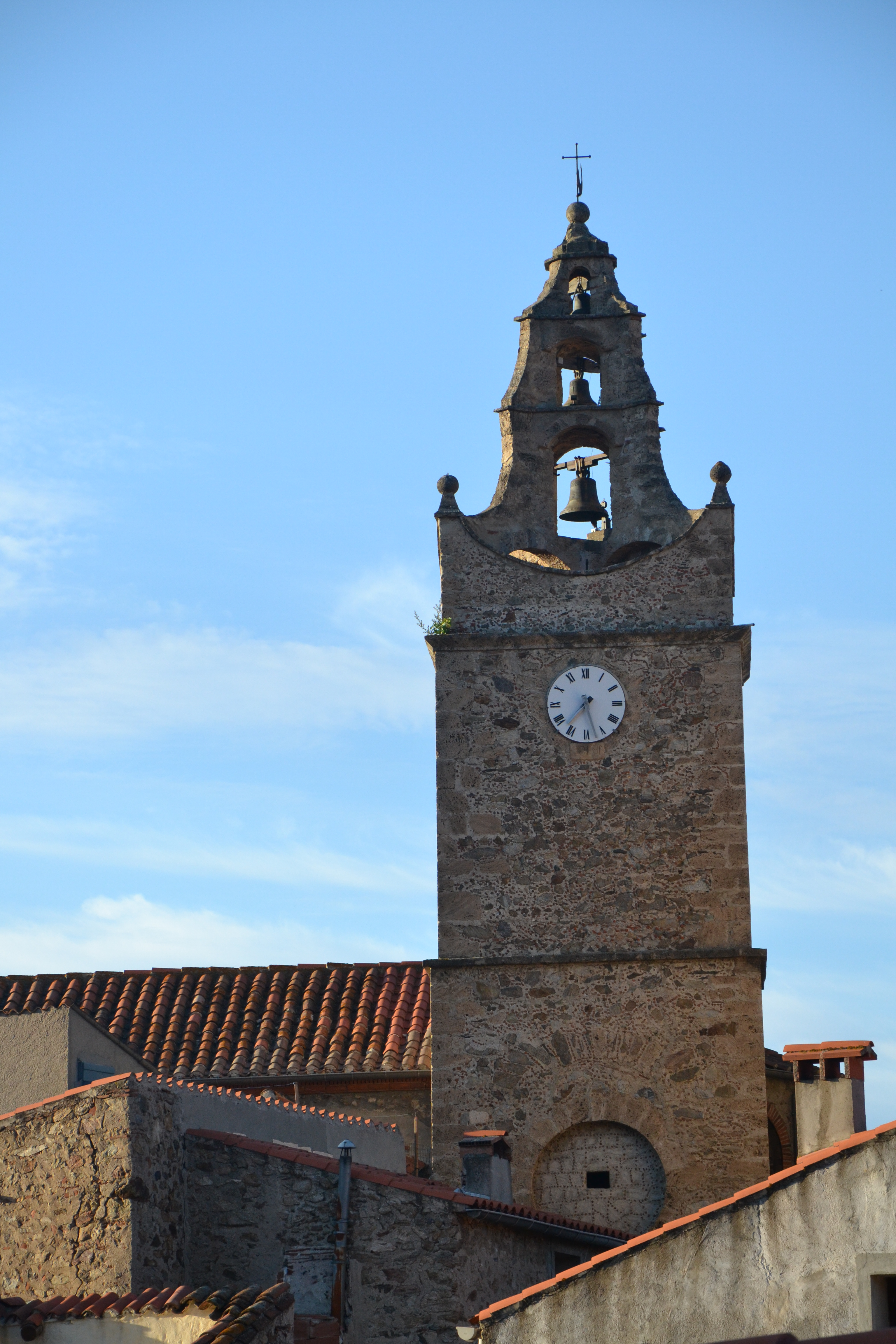
Kirchturm von Saint-Étienne (19. Jh.)

## Sehenswürdigkeiten
- Das Ortsbild mit seinen engen, steilen und verwinkelten Gassen mutet teilweise noch mittelalterlich an.
- An der Porte Rebelli ist noch die Vorrichtung zum Herunterlassen eines – längst verschwundenen – Fallgitters erkennbar.
- Das Maison Chauvet aus dem 17. Jahrhundert ist das größte der Stadt; es gehörte einer wohlhabenden Tuchhändlerfamilie.
- Die Église Saint-Étienne stammt aus dem 15. oder 16. Jahrhundert, wurde jedoch im 19. Jahrhundert grundlegend überarbeitet. Der Glockenturm mit seiner eigenartigen Spitze, die stark an einen vierseitigen Glockengiebel erinnert, wurde erst in der Mitte des 19. Jahrhunderts von den Einwohnern des Ortes in Eigenregie hinzugefügt. Das einschiffige Innere überrascht mit seiner teilweise barocken Ausstattung (Altar, Skulpturen, Bilder etc.).
- Der Stausee (barrage) wurde in den Jahren 1988 bis 1994 fertiggestellt.